# VideoLAN
VideoLAN – międzynarodowy projekt non-profit rozwijający aplikacje na licencji GNU GPL. Stworzył on aplikację VideoLAN Client (VLC), VideoLAN Server (VLS) oraz kilka bibliotek kodeków audio/video.
Aplikacje i biblioteki rozwijane przez VideoLAN umożliwiają wysyłanie i odbieranie strumieni wielu rodzajów danych przez sieć komputerową.

## Opracowane oprogramowanie

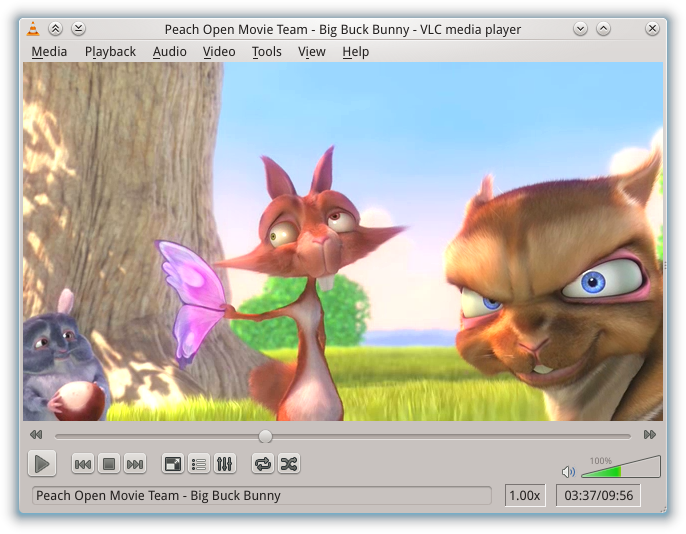
Odtwarzacz VLC media player

### Programy
- VLC media player
- VideoLAN Server
- VideoLAN Movie Creator

### Biblioteki
- libdca
- libdvdcss
- libdvdplay
- libdvbpsi
- x264